# GSC5142-12
GSC5142-12 — хімічно пекулярна зоря спектрального класу A1, що має видиму зоряну величину в смузі V приблизно 10,9.

## Пекулярний хімічний склад
Зоряна атмосфера GSC5142-12 має підвищений вміст 
Si
.